# Мілево-Ґалонзкі
Мілево-Ґалонзкі (пол. Milewo-Gałązki) — село в Польщі, у гміні Грабово Кольненського повіту Підляського воєводства.
Населення — 80 осіб (2011).
У 1975-1998 роках село належало до Ломжинського воєводства.

## Демографія
Демографічна структура станом на 31 березня 2011 року:
|          | Загалом | Допрацездатний вік | Працездатний вік | Постпрацездатний вік |
| -------- | ------- | ------------------ | ---------------- | -------------------- |
| Чоловіки | 36      | 5                  | 22               | 9                    |
| Жінки    | 44      | 9                  | 19               | 16                   |
| Разом    | 80      | 14                 | 41               | 25                   |